# Operação Praga do Egito
A Operação Praga do Egito, também conhecida como Operação Gafanhoto, foi uma operação policial desenvolvida pela Polícia Federal no estado de Roraima e em mais três estados, em 2003, com a finalidade de desarticular e colher provas sobre desvio de dinheiro público por parlamentares, ex-parlamentares, altos funcionários do Executivo Estadual e Tribunal de Contas do Estado, em um episódio que passou a ser conhecido como "Escândalo dos gafanhotos".
As autoridades envolvidas criaram um esquema de saque de dinheiro público por meio da inclusão de nomes a uma folha de pagamentos paralela à folha de servidores normal do estado. Os "beneficiados" pelos pagamentos assinavam procurações para um número reduzido de funcionários públicos e seus familiares que sacavam a maior parte dos valores e repassavam quantias irrisórias para os titulares das contas. Na operacionalização da fraude havia a participação da empresa NSAP Ltda que era responsável pelo cálculo e pagamento das folhas de funcionários do governo. O esquema funcionou de 1998 a 2003. Entre as dezenas de presos esteve o criador do esquema, o ex-governador Neudo Ribeiro Campos DPF, Relatório Anual 2003. 
O esquema de corrupção teria envolvido mais de cinco mil funcionários fantasmas e desviado cerca de R$500 milhões nas gestões dos governadores Neudo Ribeiro Campos e Francisco Flamarion Portela.

## Escândalo dos Gafanhotos
Desarticulado a partir da Operação Praga do Egito desenvolvida pela Polícia Federal, no dia 26 de novembro de 2003 em Roraima, o esquema de corrupção conhecido como Escândalo dos Gafanhotos consistiu na contratação de funcionários fantasmas que "comiam a folha de pagamento" do governo estadual.
Cerca de 30 autoridades estaduais dos Poderes Legislativo, Judiciário (Tribunal de Contas do Estado) e do Executivo se beneficiaram do esquema que recebia por meio de procurações o pagamento de 6.000 servidores fantasmas, repassando aos titulares dos cargos (laranjas) apenas uma parte menor dos valores sacados. Estima-se o desvio de mais de R$ 230 milhões dos cofres públicos em Roraima.
Na Assembleia Legislativa do estado foram envolvidos no escândalo funcionários de 18 do 24 gabinetes de Deputados Estaduais. Segundo reportagem de O Globo (O País, p. 8, 27 de novembro de 2003):
"Na lista de presos ou procurados estão também parentes e funcionários de gabinetes de 18 dos 24 deputados estaduais. Entre os detidos está Darbilene Rufino Vale, mulher do presidente da Assembléia Legislativa, Antônio Mecias Pereira de Jesus. São acusados de pertencer à organização criminosa vários ex-parlamentares, funcionários do Tribunal de Contas do Estado e até o diretor da Polícia Civil de Boa Vista, Ângelo Paiva de Moura. Paiva está na relação dos que estão com a prisão decretada."

## Contratações de até R$ 48 mil
"Neudo é acusado de chefiar um grupo de parlamentares, ex-parlamentares e funcionários públicos que forjaram contratações e estavam recebendo salários mensais em nome de aproximadamente seis mil servidores laranjas ou fantasmas, conhecidos no estado como gafanhotos. Pelo relatório da PF, cada parlamentar tinha direito de simular a contratação de servidores em valores que iam de R$ 21 mil a R$ 48 mil. Na fase final do golpe, alguns parlamentares chegaram a receber R$ 250 mil mensais. Os salários eram sacados, com uso de procurações, por testas-de-ferro de políticos."
Em 2008 foi condenado pelo Tribunal de Contas da União (Acórdão 1464/2008 — Plenário[ligação inativa]), juntamente com o ex-diretor geral do extinto Departamento de Estradas de Rodagem de Roraima (DER/RR), Carlos Eduardo Levischi, a pagar R$19.014.148,95. Auditoria do TCU constatou que os recursos destinados às obras de construção da BR-401/RR, no trecho entre Bonfim (RR) e Normandia (RR), fronteira com a Guiana, foram desviados para uma conta que pagava funcionários "fantasmas", conhecidos como "gafanhotos". Em depoimento à Polícia Federal, Levischi contou que os funcionários fantasmas eram indicados por autoridades do governo, sob orientação do ex-governador. Os indicados eram políticos, notadamente deputados estaduais e conselheiros do Tribunal de Contas do Estado.

## A lista dos acusados
A lista dos que foram presos pela Operação Praga no Egito ou que tiveram a prisão decretada:
1. Neudo Campos: ex-governador de Roraima
2. Itelvina da Costa Padilha: mãe do Presidente da Assembleia Legislativa de Roraima Jaelson Renier (Jalser Renier Padilha)
3. Elisângela Silva Lopes: secretária do Assembleia Legislativa de Roraima Jaelson (Jalser Renier Padilha)
4. Herbson Jairo Bantim: Assembleia Legislativa de Roraima licenciado (Berinho Bantim)
5. Homero de Souza Cruz Neto: ex-Assembleia Legislativa de Roraima. Foi depois condenado a oito anos de prisão e preso em maio de 2016.[11]
6. Sebastião da Silva: ex-Assembleia Legislativa de Roraima
7. Jeane Severiano dos Santos: mulher de Sebastião da Silva
8. Suzete Macedo de Oliveira: ex-Assembleia Legislativa de Roraima. Foi depois condenada em maio de 2016 a seis anos e oito meses de prisão.[11]
9. Barac da Silva Bento: ex-Assembleia Legislativa de Roraima e ex-prefeito de Boa Vista
10. Edlamar Pereira: irmã do ex-Assembleia Legislativa de Roraima Gelb Pereira
11. Fátima Regina Macedo: mulher do ex-Assembleia Legislativa de Roraima Francisco de Assis da Silveira
12. Nirlia de Fátima Filgueiras: mulher do Assembleia Legislativa de Roraima Paulo Sérgio
13. Jucilene Braga da Silva: testa-de-ferro de deputado
14. Bernardino Alves Cirqueira: ex-Assembleia Legislativa de Roraima
15. Vitor Soares Neto: sogro do presidente da Assembleia Legislativa de Roraima
16. Afonso Rodrigues do Vale: cunhado do presidente da Assembleia Legislativa de Roraima
17. Danilvon Rufino do Vale
18. Maria Neusa Leal Costa: testa-de-ferro
19. Rita de Cássia de Moraes
20. Vânia Silva Siqueira: funcionária do TCE. Em maio de 2015 foi condenada a devolver 311.771 reais aos cofres públicos de Roraima.
21. Even Keila Sales Rebouças: assessora parlamentar
22. Maria do Socorro Andrade: assessora parlamentar
23. Maria do Perpétuo de Souza Cruz: assessora parlamentar
24. Maria Joelma Silva
25. Inara Patrícia da Silva
26. João de Medeiros Neto
27. Carlos Vitor Vilhena: testa-de-ferro. Foi depois condenado a quatro anos e um mês de prisão e preso em maio de 2016.[11]
28. Viriato Serejo Souza Cruz Filho testa-de-ferro
29. Gustavo Oliveira Castro: cunhado de ex-Assembleia Legislativa de Roraima
30. Lize da Rocha Pereira: assessora parlamentar
31. Lúcia Stock Medina: assessora parlamentar. Foi depois condenada a quatro anos de prisão e presa em maio de 2016.[11]
32. Nair Araújo Soares: assessora parlamentar. Foi depois condenada a quatro anos de prisão e presa em maio de 2016.[11]
33. Aline Helen de Sequeira
34. Joaquim Estevam de Araújo Neto
35. Heloisa Helena Tajuja: primo de Assembleia Legislativa de Roraima
36. Washington de Farias Júnior
37. Darbilene Rufino Vale: mulher do presidente da Assembleia Legislativa de Roraima
38. Angelo Paiva de Moura: diretor da Polícia Judiciária
39. Francisca de Medeiros Lima: ex-Assembleia Legislativa de Roraima
40. Gelb Pereira: ex-Assembléia Legislativa de Roraima
41. Havany Pereira: irmã de Gelb
42. Francisco de Assis da Silveira: ex-Assembleia Legislativa de Roraima
43. Alcinira Magalhães Freitas: mulher do então Assembleia Legislativa de Roraima e futuro Deputado Federal Urzeni da Rocha Freitas Filho
44. Dulcilene Wanderley: mulher do conselheiro do TCE Henrique Machado
45. Maria Neusa Costa: testa-de-ferro
46. Olivia Paiva Moura: irmã do ex-Assembleia Legislativa de Roraima Ângelo de Moura
47. Vagna Isaias de Lima: assessora parlamentar
48. Evandro Rodrigues Silva: Policial Militar
49. Elândia Gomes de Araújo: ex-assessora parlamentar
50. Alysson Mota Ferreira: Vereador do Município do Amajari
51. Francisco Alderi de Medeiros: irmão de ex-Assembleia Legislativa de Roraima Francisca Aurelina
52. Henrique Alves Tajuja
53. Sorânia Vieira: namorada do Assembleia Legislativa de Roraima e Ex-Deputado Federal Alceste Madeira de Almeida Nascimento
54. Rubelmar de Souza
55. Vera Regina Guedes: advogada. Foi condenada a mais de sete anos de prisão e presa em maio de 2016.[11]
56. Marcus de Hollanda: Conselheiro do TCE. Em maio de 2015 foi condenado a devolver 311.771 reais aos cofres públicos de Roraima.[12]

## Condenações
Em um dos processos que responde em decorrência da Operação Praga do Egito' Neudo Campos foi condenado à perda dos direitos políticos durante 8 anos, perda de cargos públicos, impossibilidade de contratação com o poder público, e ao pagamento de multa de R$3,3 mil por desvio de dinheiro dos cofres públicos no período de 1995 a 2002. Réus no mesmo processo, foram absolvidos Lize Pereira, Carlos Levinschi (delação premiada) e Diva Bríglia (delação premiada).
   Em maio de 2015 foi condenado a devolver 311.771 reais aos cofres públicos de Roraima. Na mesma ocasião a Justiça decretou que, quando a sentença for irrecorrível, os direitos políticos de Neudo, Marcus de Hollanda e de Vânia da Silva Siqueira, deverão ser suspensos por oito anos e eles perderão o cargo, função, emprego ou mandato público que estejam exercendo, também foram condenados ao pagamento de multa e estão proibidos de contratar com o poder público e receber benefícios fiscais pelo prazo de cinco anos. Em maio de 2016 foi preso, depois de revogada a liminar que o mantinha em liberdade e de passar cinco dias foragido. Na mesma ocasião a adjunta da Secretaria de Assuntos Internacionais Fátima Araújo foi presa, suspeita de coordenar o esquema de fuga do ex-governador.
O ex-Deputado Federal Alceste Madeira de Almeida Nascimento foi condenado a sete anos de prisão e recorre me liberdade. Nas eleições de 2010 se candidatou a uma vaga de Deputado Federal por Roraima.
Em outubro de 2016 o Superior Tribunal de Justiça determinou a prisão do presidente da Assembleia Legislativa de Roraima deputado Jalser Renier (SD), condenado a seis anos e oito meses de reclusão e a 443 dias-multa por peculato no Escândalo dos Gafanhotos.